# Championnat panaméricain féminin de handball
Le Championnat panaméricain féminin de handball ou Championnat des Amériques féminin de handball réunit les meilleures équipes féminines d'Amérique du Nord, d'Amérique Centrale et d'Amérique du Sud.
L'épreuve existe depuis 1986 et a pris son rythme bisannuel en 2003. La dernière édition a eu lieu en 2017 et est remplacé depuis par le Championnat d'Amérique du Sud et centrale et le Championnat d'Amérique du Nord et des Caraïbes.

## Palmarès
| Édition | Pays organisateur     | Médaille d'or, Amérique du Sud | Médaille d'argent, Amérique du Sud | Médaille de bronze, Amérique du Sud |
| ------- | --------------------- | ------------------------------ | ---------------------------------- | ----------------------------------- |
| 1986    | Novo Hamburgo         | États-Unis (1)                 | Canada                             | Brésil                              |
| 1989    | Colorado Springs      | Canada (1)                     | États-Unis                         | Brésil                              |
| 1991    | Maringá               | États-Unis (2)                 | Canada                             | Brésil                              |
| 1997    | Poços de Caldas       | Brésil                         | Canada                             | Uruguay                             |
| 1999    | Buenos Aires          | Brésil                         | Cuba                               | Argentine                           |
| 2000    | Aracaju               | Brésil                         | Uruguay                            | Groenland                           |
| 2003    | São Bernardo do Campo | Brésil                         | Argentine                          | Uruguay                             |
| 2005    | São Bernardo do Campo | Brésil                         | Argentine                          | Uruguay                             |
| 2007    | Saint-Domingue        | Brésil (6)                     | Argentine                          | Rép. dominicaine                    |
| 2009    | Santiago              | Argentine (1)                  | Brésil                             | Chili                               |
| 2011    | São Bernardo do Campo | Brésil                         | Argentine                          | Cuba                                |
| 2013    | Saint-Domingue        | Brésil                         | Argentine                          | Rép. dominicaine                    |
| 2015    | La Havane             | Brésil                         | Cuba                               | Argentine                           |
| 2017    | Villa Ballester       | Brésil (10)                    | Argentine                          | Paraguay                            |

## Bilan

### Tableau d'honneur
| Rang  | Équipe nationale | Médaille d'or, Amérique du Sud | Médaille d'argent, Amérique du Sud | Médaille de bronze, Amérique du Sud | Total |
| ----- | ---------------- | ------------------------------ | ---------------------------------- | ----------------------------------- | ----- |
| 1     | Brésil           | 10                             | 1                                  | 3                                   | 14    |
| 2     | États-Unis       | 2                              | 1                                  | 0                                   | 3     |
| 3     | Argentine        | 1                              | 6                                  | 2                                   | 9     |
| 4     | Canada           | 1                              | 3                                  | 0                                   | 4     |
| 5     | Cuba             | 0                              | 2                                  | 1                                   | 3     |
| 6     | Uruguay          | 0                              | 1                                  | 3                                   | 4     |
| 7     | Rép. dominicaine | 0                              | 0                                  | 2                                   | 2     |
| 8     | Chili            | 0                              | 0                                  | 1                                   | 1     |
| 8     | Groenland        | 0                              | 0                                  | 1                                   | 1     |
| 8     | Paraguay         | 0                              | 0                                  | 1                                   | 1     |
| Total | Total            | 14                             | 14                                 | 14                                  | 42    |

### Bilan par édition
| Équipe nationale | 1986                         | 1989                         | 1991                         | 1997                         | 1999                         | 2000                         | 2003                         | 2005                         | 2007                         | 2009                         | 2011                         | 2013                         | 2015                         | 2017                         | Part. |
| ---------------- | ---------------------------- | ---------------------------- | ---------------------------- | ---------------------------- | ---------------------------- | ---------------------------- | ---------------------------- | ---------------------------- | ---------------------------- | ---------------------------- | ---------------------------- | ---------------------------- | ---------------------------- | ---------------------------- | ----- |
| Argentine        | 4                            | -                            | 4                            | 4                            | Médaille de bronze, Amérique | 4                            | Médaille d'argent, Amérique  | Médaille d'argent, Amérique  | Médaille d'argent, Amérique  | Médaille d'or, Amérique      | Médaille d'argent, Amérique  | Médaille d'argent, Amérique  | Médaille de bronze, Amérique | Médaille d'argent, Amérique  | 13    |
| Brésil           | Médaille de bronze, Amérique | Médaille de bronze, Amérique | Médaille de bronze, Amérique | Médaille d'or, Amérique      | Médaille d'or, Amérique      | Médaille d'or, Amérique      | Médaille d'or, Amérique      | Médaille d'or, Amérique      | Médaille d'or, Amérique      | Médaille d'argent, Amérique  | Médaille d'or, Amérique      | Médaille d'or, Amérique      | Médaille d'or, Amérique      | Médaille d'or, Amérique      | 14    |
| Canada           | Médaille d'argent, Amérique  | Médaille d'or, Amérique      | Médaille d'argent, Amérique  | Médaille d'argent, Amérique  | -                            | -                            | 5                            | 4                            | 6                            | -                            | -                            | 9                            | -                            | -                            | 8     |
| Chili            | -                            | -                            | -                            | -                            | -                            | -                            | -                            | -                            | -                            | Médaille de bronze, Amérique | 5                            | -                            | 9                            | 7                            | 4     |
| Colombie         | -                            | -                            | -                            | -                            | 6                            | 6                            | -                            | -                            | -                            | -                            | -                            | -                            | -                            | 9                            | 3     |
| Costa Rica       | -                            | -                            | -                            | 5                            | -                            | -                            | -                            | -                            | -                            | -                            | -                            | 10                           | -                            | -                            | 2     |
| Cuba             | -                            | -                            | -                            | -                            | Médaille d'argent, Amérique  | -                            | -                            | -                            | -                            | -                            | Médaille de bronze, Amérique | -                            | Médaille d'argent, Amérique  | -                            | 3     |
| Rép. dominicaine | -                            | -                            | -                            | -                            | -                            | -                            | 6                            | 5                            | Médaille de bronze, Amérique | 4                            | 6                            | Médaille de bronze, Amérique | -                            | 8                            | 7     |
| États-Unis       | Médaille d'or, Amérique      | Médaille d'argent, Amérique  | Médaille d'or, Amérique      | -                            | -                            | -                            | 4                            | 6                            | 7                            | -                            | -                            | 8                            | 10                           | 5                            | 9     |
| Groenland        | -                            | -                            | -                            | -                            | 5                            | Médaille de bronze, Amérique | -                            | -                            | -                            | -                            | -                            | -                            | 6                            | -                            | 3     |
| Guatemala        | -                            | -                            | -                            | -                            | -                            | -                            | 7                            | -                            | -                            | -                            | -                            | -                            | 12                           | 10                           | 3     |
| Mexique          | -                            | 4                            | -                            | 6                            | -                            | 5                            | -                            | -                            | 8                            | 5                            | 7                            | 6                            | 8                            | -                            | 8     |
| Paraguay         | 5                            | -                            | 5                            | -                            | -                            | -                            | -                            | -                            | 4                            | 7                            | -                            | 4                            | 7                            | Médaille de bronze, Amérique | 7     |
| Porto Rico       | -                            | -                            | 7                            | -                            | -                            | -                            | -                            | -                            | -                            | -                            | -                            | -                            | 4                            | 6                            | 3     |
| Uruguay          | 6                            | -                            | 6                            | Médaille de bronze, Amérique | 4                            | Médaille d'argent, Amérique  | Médaille de bronze, Amérique | Médaille de bronze, Amérique | 5                            | 6                            | 4                            | 5                            | 5                            | 4                            | 13    |
| Venezuela        | -                            | -                            | -                            | -                            | -                            | -                            | -                            | -                            | -                            | -                            | 8                            | 7                            | 11                           | -                            | 3     |
| Total            | 6                            | 4                            | 7                            | 6                            | 6                            | 6                            | 7                            | 6                            | 8                            | 7                            | 8                            | 10                           | 12                           | 10                           |       |

- Légende :    — Pays hôte